# 元江府
元江府（げんこうふ）は、中国にかつて存在した府。元代から清代にかけて、現在の雲南省南部に設置された。

## 概要
1276年（至元13年）、元により元江府が置かれた。1288年（至元25年）、元江府は元江路と改められた。元江路は雲南等処行中書省に属し、羅槃・馬籠・歩日・思麼・羅丑・羅陀・歩騰・歩竭・台威・台陽・設栖・你陀の12部を管轄した。
1382年（洪武15年）、明により元江路は元江府と改められた。1405年（永楽3年）、元江府は元江軍民府と改められた。元江軍民府は雲南省に属し、奉化州・恭順州の2州を管轄した。那氏が土司として知府を世襲した。
1649年（順治6年）、清の改土帰流により元江軍民府は流官の統治する元江府と改められた。1770年（乾隆35年）、元江府は元江直隷州に降格した。元江直隷州は雲南省に属し、新平県1県を管轄した。
1913年、中華民国により元江直隷州は廃止された。